# Teenagers
Teenagers är den fjärde singeln från My Chemical Romances album The Black Parade och släpptes den 9 juli 2007. Det är den tredje singeln i USA från albumet, men det är den fjärde singeln i Storbritannien och Filippinerna.

## Låtlista
Reklam-CD
1. "Teenagers" [Radio Edit] – 2:38[1]

Version 1 (CD och 12" vinyl #1)
1. "Teenagers" [Album Edit] – 2:41
2. "Dead!" [Live][2]

Version 2 (12" vinyl #2)
1. "Teenagers" [Album Edit] – 2:41
2. "Mama" [Live][3] – 4:37

iTunes version
1. "Teenagers" [Album Edit] – 2:41
2. "Teenagers" [Musikvideo] – 2:51
3. "I Don't Love You" [ Sessions@AOL video] – 3:57

## Musikvideo
Musikvideon regisserades av Marc Webb, som också har regisserat tre av My Chemical Romances musikvideor, från deras album Three Cheers for Sweet Revenge, och deras musikvideo till "I Don't Love You". Den hade premiär den 28 maj 2007 på alla MTV kanaler i USA och Storbritannien. Den lades också till i Radio 1:s spellista, den 30 maj.
Orden "gun", "murder", "shit" "your shirt" och "pay" censureras på vissa radio/TV-kanaler.
I musikvideon uppträder My Chemical Romance i ett auditionrum med tomma stolar och cheerleaders bakom sig. När refrängen börjar bryter sig tonåringar in genom en dörr med hänglås och springer genom korridoren, vidare till auditionrummet. Det kan ses som en tribut till Pink Floyds The Wall-film, där hundratals unga människor bryter sig igenom en hänglåst dörr och myllrar sig in på en Pink Floyd-konsert under låten "In The Flesh?". Tonåringarna fyller auditionrummet, sen fyller de de tomma stolarna och sen sätter cheerleaderna på sig gasmasker när refrängen slutar. Cheerleaderna börjar sedan att dansa omkring på scenen. När refrängen börjar igen faller de röda flaggorna i bakgrunden ner och uppenbarar vad som visar sig vara en annan flagga med ett rökmoln från en kärnvapenexplosion. Sedan ställer alla tonåringarna sig upp och slår sin högra knytnäve i luften i takt med låten. Varje cheerleader håller sedan en batong som de använder för att "inta en våldsam pose" som låten antyder. Mot slutet börjar tonåringarna hoppa upp och ner och cheerleaderna dansar vildare på scenen. När refrängen börjar igen fortsätter tonåringarna och cheerleaderna med sin dans, tonåringarna klättrar upp på scenen och börjar ta bandets instrument och ta över scenen. I den sista scenerna ser vi Gerard Way och Ray Toro knuffas till marken. I slutet av videon visas ett meddelande från bandet som säger:
Meddelandet var till för att påverka tittare i hopp om att det ska hindra från att man ska använda våld för att sin kontrollera ilska (så som skolvåld). Den här videon är My Chemical Romances andra video i high school-miljö, den andra är "I'm Not Okay (I Promise)".